# Japonský kalendář

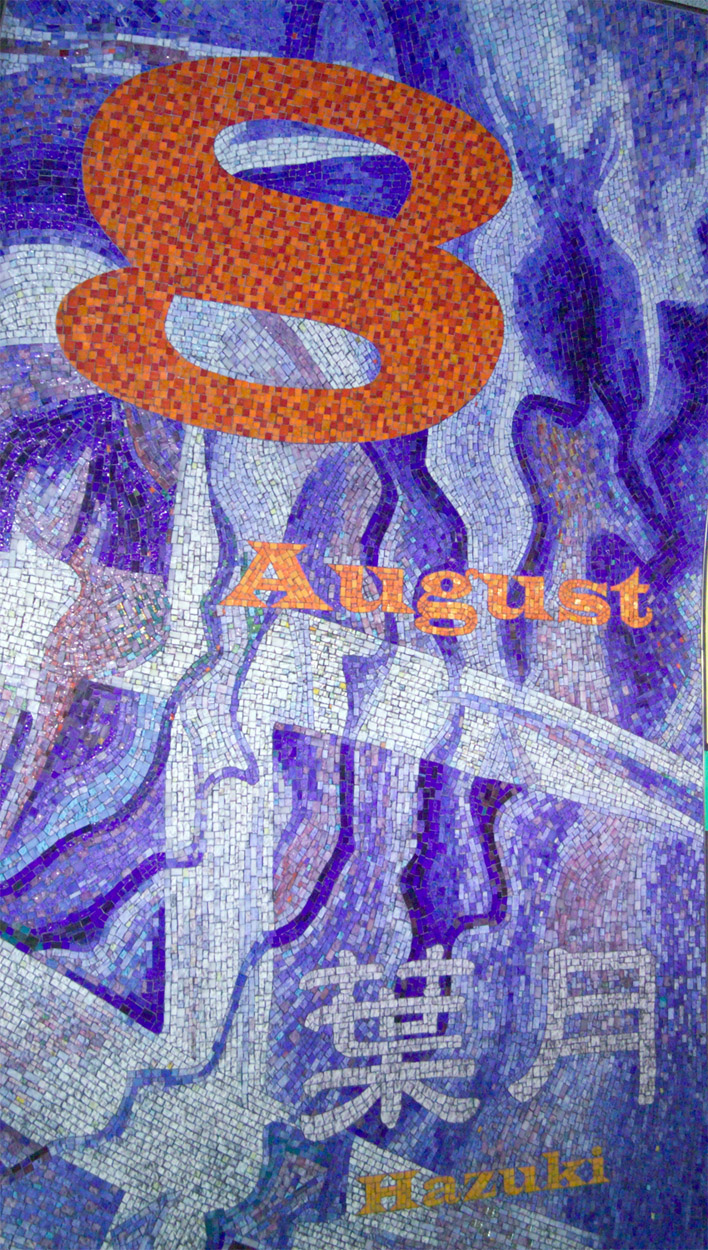
Freska na zdi v Tokijském metru oslavující Hazuki, osmý měsíc - srpen.

Od 1. ledna 1873 používají Japonci Gregoriánský kalendář s místními jmény pro měsíce a většinou pevně určenými svátky. Před rokem 1873 se používal lunisolární kalendář, který byl převzat z čínského kalendáře.

## Rok
Do přijetí Gregoriánského kalendáře se používaly tři rozdílné systémy počítání letopočtu.
- Západní křesťanský letopočet (v dnešní době běžný) (西暦, seireki)
- Japonská éra jmen (年号, nengó) založená na panování císařů, rok 2011 je rokem Heisei 23
- Císařský kalendář (皇紀, kóki) založený na mytickém založení Japonska císařem Džimmu v roce 660 př. n. l.

Z těchto tří systémů se v současné době používají dva. Císařský kalendář se používal od roku 1873 do konce 2. světové války.

## Měsíce
Moderní názvy pro měsíce se dají přeložit jako "první měsíc", "druhý měsíc" atd. K patřičnému názvu pro číslo je přidána přípona -gacu (月), která znamená měsíc:
- Leden - 一月 (ičigacu)
- Únor - 二月 (nigacu)
- Březen - 三月 (sangacu)
- Duben - 四月 (šigacu)
- Květen - 五月 (gogacu)
- Červen - 六月 (rokugacu)
- Červenec - 七月 (šičigacu)
- Srpen - 八月 (hačigacu)
- Září - 九月 (kugacu)
- Říjen - 十月 (džúgacu)
- Listopad - 十一月 (džúičigacu)
- Prosinec - 十二月 (džúnigacu)

Poznámka: V běžné komunikaci se velmi často používají arabské číslice, tedy pro březen se často používá zápis 3月.
Kromě těchto jmen má každý měsíc své tradiční názvy, které se v dnešní době používají například v oblasti poezie. Z těchto dvanácti jmen se v současné době používá pouze jméno pro prosinec – šiwasu. Některé názvy, jako jajoi a sacuki, se používají i jako ženská křestní jména.
| Jméno měsíce | Rómadži   | Význam                                                                   | Český název |
| ------------ | --------- | ------------------------------------------------------------------------ | ----------- |
| 睦月         | mucuki    | Měsíc harmonie a lásky                                                   | Leden       |
| 如月         | kisaragi  | Měsíc oblékání dalších vrstev oblečení                                   | Únor        |
| 弥生         | jajoi     | Měsíc nového života                                                      | Březen      |
| 卯月         | uzuki     | Měsíc u-no-hana; u-no-hana je květina, druhu Deutzia                     | Duben       |
| 早月         | sacuki    | Měsíc sázení sazenic rýže                                                | Květen      |
| 水無月       | minazuki  | Měsíc bez vody                                                           | Červen      |
| 文月         | fumizuki  | Měsíc písma                                                              | Červenec    |
| 葉月         | hazuki    | Měsíc listí                                                              | Srpen       |
| 長月         | nagacuki  | Měsíc dlouhých nocí                                                      | Září        |
| 神無月       | kannazuki | Měsíc bez bohů                                                           | Říjen       |
| 霜月         | šimocuki  | Měsíc mrazu                                                              | Listopad    |
| 師走         | šiwasu    | Měsíc kněží (kněží jsou zaměstnáni koncem roku modlitbami a požehnáními) | Prosinec    |

## Části měsíce
Japonci používají sedmidenní týden, převzatý kolem roku 800 n. l. z Evropy. Názvy dnů vznikly z jmen pěti viditelných planet, který jsou pojmenovány po pěti čínských elementech (dřevo, oheň, země, kov, voda), a z Měsíce a Slunce (yin a yang).
| Jméno dne | Rómadži  | Element            | Český název |
| --------- | -------- | ------------------ | ----------- |
| 日曜日    | ničijóbi | Slunce             | Neděle      |
| 月曜日    | gecujóbi | Měsíc              | Pondělí     |
| 火曜日    | kajóbi   | Oheň (Mars)        | Úterý       |
| 水曜日    | suijóbi  | Voda (Merkur)      | Středa      |
| 木曜日    | mokujóbi | Dřevo (Jupiter)    | Čtvrtek     |
| 金曜日    | kinjóbi  | Kov/zlato (Venuše) | Pátek       |
| 土曜日    | dojóbi   | Země (Saturn)      | Sobota      |

Japonci také dělí měsíc zhruba do 10denních částí. Každá se nazývá džun (旬). První je džódžun (上旬); druhá čúdžun (中旬); poslední gedžun (下旬). Tyto názvy se často používají pro určení přibližného období v měsíci, například ve formulaci "teploty jsou typické pro dubnový džódžun".

## Dny v měsíci
Každý den měsíce má vlastní jméno. V názvech dní lze nalézt jistou systematičnost, ale celkově je pojmenování nesystematické.
| Pořadí dne | Japonský zápis | Rómadži                  | Pořadí dne | Japonský zápis | Rómadži                  |
| ---------- | -------------- | ------------------------ | ---------- | -------------- | ------------------------ |
| 1          | 一日           | cuitači (někdy ičidžicu) | 17         | 十七日         | džúšičiniči              |
| 2          | 二日           | fucuka                   | 18         | 十八日         | džúhačiniči              |
| 3          | 三日           | mikka                    | 19         | 十九日         | džúkuniči                |
| 4          | 四日           | jokka                    | 20         | 二十日         | hacuka (někdy nidžúniči) |
| 5          | 五日           | icuka                    | 21         | 二十一日       | nidžúičiniči             |
| 6          | 六日           | muika                    | 22         | 二十二日       | nidžúniniči              |
| 7          | 七日           | nanoka                   | 23         | 二十三日       | nidžúsanniči             |
| 8          | 八日           | jóka                     | 24         | 二十四日       | nidžújokka               |
| 9          | 九日           | kokonoka                 | 25         | 二十五日       | nidžúgoniči              |
| 10         | 十日           | tóka                     | 26         | 二十六日       | nidžúrokuniči            |
| 11         | 十一日         | džúičiniči               | 27         | 二十七日       | nidžúšičiniči            |
| 12         | 十二日         | džúniniči                | 28         | 二十八日       | nidžúhačiniči            |
| 13         | 十三日         | džúsanniči               | 29         | 二十九日       | nidžúkuniči              |
| 14         | 十四日         | džújokka                 | 30         | 三十日         | sandžúniči               |
| 15         | 十五日         | džúgoniči                | 31         | 三十一日       | sandžúičiniči            |
| 16         | 十六日         | džúrokuniči              |            |                |                          |

Poznámka:
V dnešní době se používají spíše názvy ve tvaru číslo 28-31 plus niči (=den), tedy čtrnáctý den v měsíci se spíše zapisuje 14日. Cuitači je zkomoleninou původního cukitači (první v měsíci). V tradičním kalendáři se poslední den v měsíci nazývá 晦日 misoka (někdy 三十日 [misoka]). Název misoka se v dnešní době používá hlavně ve smlouvách ve smyslu posledního dne v měsíci, bez ohledu na to, kolikátého to je. Poslední den v roce je 大晦日 ómisoka (velký poslední den), tento název se ještě běžně používá.

## Národní svátky
Poznámka:
Pokud je mezi dvěma svátky jeden den, je to den, kdy jsou zavřeny banky. Příkladem takového dne je 4. květen. Pokud svátek připadá na neděli, je podle zákona o státních svátcích přesouván na pondělí.
| Datum                      | Japonský zápis | Rómadži             | Český název |
| -------------------------- | -------------- | ------------------- | --- |
| 1. leden                   | 元日           | Gandžicu            | Nový rok |
| 2. pondělí v lednu         | 成人の日       | Seidžin no hi       | „Příchod věku" |
| 11. únor                   | 建国記念の日   | Kenkoku kinen no hi | Den vzniku císařství (tradiční datum, podle kterého legendární císař Džimmu založil v roce 660 př. n. l. Japonsko) |
| 20. březen nebo 21. březen | 春分の日       | Šunbun no hi        | Den jarní rovnodennosti                                                                                            |
| 29. duben                  | 昭和の日       | Šówa no hi          | Den [císaře] Šówy [narozeniny]                                                                                     |
| 3. květen                  | 憲法記念日     | Kenpó kinenbi       | Den ústavy |
| 4. květen                  | みどりの日     | Midori no hi        | Den zeleně |
| 5. květen                  | 子供の日       | Kodomo no hi        | Den dětí |
| 3. pondělí v červenci      | 海の日         | Umi no hi           | Den námořnictva |
| 3. pondělí v září          | 敬老の日       | Keiró no hi         | Den úcty ke starým a k dlouhověkosti                                                                               |
| 23. září nebo 24. září     | 秋分の日       | Šúbun no hi         | Den podzimní rovnodennosti                                                                                         |
| 2. pondělí v říjnu         | 体育の日       | Taiiku no hi        | Den zdraví a sportu                                                                                                |
| 3. listopad                | 文化の日       | Bunka no hi         | Den kultury |
| 23. listopad               | 勤労感謝の日   | Kinró kanša no hi   | Den práce |
| 23. prosinec               | 天皇誕生日     | Tennó tandžóbi      | narozeniny císaře (císař Akihito)                                                                                  |

### Roky, kdy byly provedeny změny ve svátcích
- 1948 – Byly zavedeny tyto národní svátky: Nový rok, „Příchod věku", Den ústavy, Den dětí, Den podzimní rovnodennosti, Den kultury, Den práce.
- 1966 – u příležitosti výročí Olympiády v Tokiu v roce 1964 byl zaveden Den zdraví a sportu. Také byl zaveden Den jarní rovnodennosti.
- 1985 – reformou národních svátků byl 4. květen, ležící mezi dvěma národními svátky, prohlášen také za svátek.
- 1989 – Po smrti císaře Šówy (7. ledna), se přesunuly narozeniny císaře z 29. dubna na 23. prosince (jsou to narozeniny současného císaře Akihita).
- 2000, 2003 – Systém šťastných pondělků (ハッピーマンデー制度 Happí Mandé Seido) přesunul několik svátků na pondělí. V roce 2000 se přesunul svátek „Příchod věku" (dříve byl 15. ledna) a svátek Den zdraví a sportu (dříve byl 10. října). V roce 2003 se přesunul svátek Den námořnictva (dříve byl 20. července), a svátek Den úcty ke starým a k dlouhověkosti (dříve byl 15. září).
- 2005, 2007 – Rozhodnutím v květnu 2005, se začátkem roku 2007 Den zeleně přesunul z 29. dubna na 4. květen, aby nahradil svátek vzniklý v roce 1985 (Národní den obyvatel 国民の休日, kokumin no kyúdžicu). 29. duben se stal svátkem Šówy.
- 2009 – 22. září by mělo připadnout mezi dva svátky, čímž by se měl den 22. září stát státním svátkem.

## Sezónní dny
Některé dny mají zvláštní názvy, aby označily změnu ročního období. 24 Sekki (二十四節気 Nidžúši sekki) jsou dny, které rozdělují rok do 20 stejných částí. Zassecu (雑節) je společný název pro další sezónní dny (kam nepatří 24 Sekki). 72 dní Kó (七十二候 Šičidžúni kó) rozděluje části roku mezi dvěma dny Sekki na třetiny. Některé ze jmen pro tyto dny, např. Shunbun, Risshú a Tódži, se dosud často používá v běžném životě.

### 24 Sekki
- Riššun (立春): 4. únor – Začátek jara
- Usui (雨水): 19. únor – Dešťová voda
- Keičicu (啓蟄): 5. březen - Vzbuzení ze zimního spánku (např. hmyzu)
- Šunbun (春分): 20. březen - Jarní rovnodennost, střed jara
- Seimei (清明): 5. duben – Čistota a jasnost
- Kokú (穀雨): 20. duben – Obilný déšť
- Rikka (立夏): 5. května – Začátek léta
- Šóman (小満): 21. května – Plné obilí
- Bóšu (芒種): 6. června – Zrní v uších
- Geši (夏至): 21. června – Letní slunovrat, střed léta
- Šóšo (小暑): 7. července – Malé vedro
- Taišo (大暑): 23. července – Velké vedro
- Riššú (立秋): 7. srpna – Začátek podzimu
- Šošo (処暑): 23. srpna – Konec horka
- Hakuro (白露): 7. září – Bílá rosa
- Šúbun (秋分): 23. září – Podzimní rovnodennost, střed podzimu
- Kanro (寒露): 8. října – Zlatá rosa
- Sókó (霜降): 23. října – Vpád mrazu
- Rittó (立冬): 7. listopad – Začátek zimy
- Šósecu (小雪): 22. listopad – Malý sníh
- Taisecu (大雪): 7. prosinec – Velký sníh
- Tódži (冬至): 22. prosinec – Zimní slunovrat, střed zimy
- Šókan (小寒): 5. ledna – Malé chladno, nebo také 寒の入り (Kan no iri) – Vpád chladna
- Daikan (大寒): 20. ledna – Velké chladno

Dny se mohou ±1 den posouvat.